# A Pasik! epizódjainak listája
Ez a cikk a Pasik! epizódjainak listáját tartalmazza.

## Epizódok
| Epizód címe                        | Epizód száma és évszáma | Híresebb vendégszereplők                     | Az epizód alapszituációja |
| ---------------------------------- | ----------------------- | -------------------------------------------- | --- |
| 1. Ernő beköltözik                 | S1E01 (2000.03.31.)     | -                                            | Ernő megérkezik Jucus és Palika életébe, lakásába. |
| 2. Ernő állást keres               | S1E02 (2000.04.14.)     | -                                            | Ebben a részben Palika meghiúsítja Ernő könyvelői állásajánlatát |
| 3. Veszélyes állás                 | S1E03 (2000.04.28.)     | -                                            | Ebben a részben Palika csúnyán megvicceli Ernőt. |
| 4. Ez a lakás eladó                | S1E04 (2000.05.12.)     | Galbenisz Tomasz                             | Ebben a részben Palika mindent megtesz, hogy Jucus ne adja el a lakást. |
| 5. Milliók                         | S1E05                   | Kálloy Molnár Péter                          | Ezt a részt Palika csak álmodja. |
| 6. UFO                             | S1E06                   | Gieler Csaba                                 | Ebben a részben Jucusnak különleges képességei lesznek. |
| 7. A tiltott szer                  | S1E07                   | Crespo Rodrigo, Kaszás Géza                  | Az epizód nagyrészt Ernő álma. |
| 8. Az aranyhal                     | S1E08 (2000.09.29.)     | Fesztbaum Béla, Katona János, Sztárek Andrea | Ebben a részben a főszereplők minden kívánsága teljesül, miután Palika és Béla kifogott egy aranyhalat. |
| 9. Woodoo                          | S1E09                   | -                                            | Ebben a részben Erika és Palika szerelmi bűbájt visznek véghez, ami félresikerül. |
| 10. A bérgyilkos                   | S1E10                   | Besenczi Árpád                               | Ebben a részben Palika egy bérgyilkosra vadászik. |
| 11. Hackerek                       | S1E11                   | Hajdu Steve, Józsa Imre                      | Ebben a részben az új számítógép nem várt veszélyeket rejteget. |
| 12. A zenész                       | S1E12                   | Csonka András                                | Ebben a részben Palika segít Ernőnek zenész lenni, zsarolja őt. |
| 13. Ember a talpán                 | S1E13                   | -                                            | Ebben a részben Ernő férfiasabbá válik. |
| 14. Ikrek                          | S1E14                   | Pádua Ildikó, Bakó Márta, Gallusz Nikolett   | Ebben a részben megismerhetjük Palika, Ernő és Jucus ikertestvéreit, azaz Tamást, Postást és Cecíliát. |
| 15. Senores                        | S1E15                   | Lippai László                                | A szereplők életéből szappanopera készül. |
| 16. A smaragdköves nyakék rejtélye | S1E16                   | Détár Enikő, Barabás Kiss Zoltán             | Ebben a részben Palika nyomozóvá lép elő, hogy megtalálja a bulin ellopott ékszert. |
| 17. A Cornwall-gyémánt             | S1E17                   | Csuja Imre                                   | Ebben a részben megtudjuk, miképp került Jucus birtokába a lakás. |
| 18. Az angyal                      | S1E18                   | -                                            | Ebben a részben Ernő kómába kerül. |
| 19. Bál az Operában I.             | S1E19 (2000.05.26.)     | -                                            | Ebben a részben Palika tönkreteszi a saját smokinkját. |
| 20. Bál az Operában II.            | SI1E20 (2000.06.09.     | -                                            | Ebben a részben Palika elájul |
| 21. Napfogyatkozás                 | S1E21                   | Lorán Lenke                                  | Ebben a részben a szereplők egymás testébe kerülnek. |
| 22. A vírus                        | S1E22                   | -                                            | Ebben a részben Ernő rosszul érzi magát,Palika pedig megtréfálja azzal hogy halálos betegségben szenved. |
| 23. Laza Plaza                     | S1E23                   | Szacsvay László, Kárpáthy Levente            | |
| 24. Gyilkosság a negyediken        | S1E24                   | Székhelyi József (mint Columbo)              | Ebben a részben Ernő és Palika tönkretsezi Jucus szobrát,közben azt hiszik,hogy Sanyit megölték. |
| 25. A szerencse fia                | S1E25                   | -                                            | |
| 26. Veszélytelen állás             | S2E01                   | -                                            | |
| 27. A kutyabőr                     | S2E02                   | -                                            | Ebben a részben Palika királynak érzi magát miután Ernő egy nemesi oklevelet kapott. |
| 28. Ebcsont beforr                 | S2E03                   | -                                            | |
| 29. A túsz                         | S2E04                   | -                                            | Ebben a részben Palikának tartozása van és ahhoz,hogy pénzt szerezzen túszul ejti Jucust. |
| 30. Péntek 13                      | S2E05                   | -                                            | Ebben a részben mindenki "meghal". |
| 31. Csön-csön gyűrű                | S2E06                   | -                                            | Ebben a részben Palika kap az elhunyt rokonától egy szerencsétlenséget hozó gyűrűt,akinek a kezére kerül csak balszerencse éri.                                                                                     |
| 32. Affér az Orfeumból             | S2E07                   | Lőte Attila                                  | Ebben részben a szereplők a 30-as évekbeli magyar filmeket parodizálják. |
| 33. Ugrásra készen                 | S2E08                   | -                                            | Ebben a részben Palika életveszélybe keveri Ernő |
| 34. Ugyanaz háromszor              | S2E09                   | -                                            | Ebben a részben Ernő a húgát Máriát Palikával a találja a férfi szobájában,és mind a hárman ugyanezt képzelik el más országokban,Ernő Olaszországban, Jucus Japánban Palik pedig Angliában képzeli el a szituációt. |
| 35. Poloska                        | S2E10                   | -                                            | Ebben a részben Palika bepoloskázza a lakást,hogy milliomos legyen azonban Ernő és Jucus megakadályozza Sanyi és Erika segítségével.                                                                                |
| 36. A technika ördöge              | S2E11                   | -                                            | ebben a részben Palika felszereltet egy olyan technikát, ami szavak alapján vezérli a házban lévő tárgyakat. |
| 37. Abszolt "A"                    | S2E12                   | Némethy Ferenc                               | Ebben a részben Palika megtanulja a szótár összes A betűvel kezdődő szavát. |
| 38. Mert kell egy hely             | S2E13                   | -                                            | |
| 39. Privát Robinson                | S2E14                   | -                                            | Ebben a részben Palika dicsekedik, hogy ő egy túlélő |
| 40. Fogyókúra                      | S2E15                   | -                                            | Ebben a részben Palikának szigorú fogyokúrázást javasol az orvos. |
| 41. Az Absztrakt                   | S2E16                   | -                                            | Ebben a részban Palika kiállítást szervez Gyuszi presszójában. |
| 42. Talált család                  | S2E17                   | -                                            | |
| 43. Igényre szabva                 | S2E18                   | -                                            | Ebben részben Jucusék el akarják adni a lakást. |
| 44. A feledés tengere              | S2E19                   | -                                            | |
| 45. Hadiállapot                    | S2E20                   | -                                            | |
| 46. 1981                           | S2E21                   | Pusztaszeri Kornél                           | Ebben a részben Ernő visszamegy az időben. |
| 47. A frankómegmondó               | 3×01                    | -                                            | |
| 48. Gyilkosság rendelésre          | 3×02                    | -                                            | |
| 49. Felebarátok                    | 3×03                    | -                                            | |
| 50. A fényestekintetű              | 3×04                    | -                                            | |
| 51. A szülinapi párbaj             | 3×05                    | -                                            | |
| 52. Állatbarát kerestetik          | 3×06                    | -                                            | |
| 53. Hipnózis                       | 3×07                    | -                                            | |
| 54. Egy nehéz nap éjszakája        | 3×08                    | -                                            | |
| 55. Dr. Wertheimer                 | 3×09                    | -                                            | |
| 56. A Showman                      | 3×10                    | -                                            | |
| 57. Kevesebb nap, mint kolbász     | 3×11                    | -                                            | |
| 58. Se veled...                    | 3×12                    | -                                            | |
| 59. Sztár a háznál                 | 4×01                    | Jáksó László                                 | Ebben a részben Palika, Ernő és Jucus a Heti Hetes szereplőit utánozzák. (Külön érdekesség, hogy a részben a szereplők utalnak a sorozatra és a karaktereiket játszó szereplőkre is.)                               |
| 60. Sztárcsinálók                  | 4×02                    | -                                            | |
| 61. A vér rummá nem válik          | 4×03                    | -                                            | |
| 62. Szeretetszolgálat              | 4×04                    | -                                            | |
| 63. Feszültség nélkül              | 4×05                    | -                                            | |
| 64. Éberség                        | 4×06                    | -                                            | |
| 65. Az állatok királya             | 4×07                    | Békés Itala                                  | |
| 66. Pótmamák                       | 4×08                    | Csifó Dorina                                 | |
| 67. Ernő mama                      | 4×09                    | -                                            | |
| 68. Reinkarnáció                   | 4×10                    | -                                            | |
| 69. Akupunktúra                    | 4×11                    | -                                            | |
| 70. Szuperpál                      | 4×12                    | -                                            | Ebben a részben Palika szuperhős lesz. |
| 71. Osztálytalálkozó               | 4×13                    | -                                            | |
| 72. Auraklinika                    | 4×14                    | -                                            | |